# Maria-Lanzendorf
Maria-Lanzendorf (mit Bindestrich gemäß Landesgesetz) ist eine Gemeinde mit 2264 Einwohnern (Stand 1. Jänner 2025) im Bezirk Bruck an der Leitha in Niederösterreich. Der Ort ist ein Marienwallfahrtsort.

## Geografie

Maria Lanzendorf, (Mitter) Ober Lanzendorf und Unter Lanzendorf um das Jahr 1873, die alten Gemeindegrenzen sind noch verzeichnet (Aufnahmeblatt der Landesaufnahme)

Maria-Lanzendorf liegt südlich von Wien im Industrieviertel an der Schwechat. Der Ort grenzt unmittelbar an die Gemeinde Lanzendorf.
Die Fläche der Gemeinde umfasst nur 1,69 Quadratkilometer. 0,69 Prozent der Fläche sind bewaldet. Durch das Gemeindegebiet verläuft der Wiener Neustädter Kanal. In Maria-Lanzendorf mündet der Petersbach in die Schwechat.

### Gemeindegliederung
Es existieren keine weiteren Katastralgemeinden außer Maria-Lanzendorf.

### Nachbargemeinden
| Leopoldsdorf |                                             | Lanzendorf |
|              | Kompassrose, die auf Nachbargemeinden zeigt |            |
| Achau        |                                             | Himberg    |

## Geschichte
Im Altertum war das Gebiet Teil der Provinz Pannonien.
1871 spaltete sich Maria-Lanzendorf von Oberlanzendorf ab und bildete mit einem Teil von Leopoldsdorf eine neue Gemeinde.
Nach dem Anschluss Österreichs an das Dritte Reich im Jahre 1938 wurde der Ort als Teil des neugeschaffenen 23. Bezirks Schwechat nach Groß-Wien eingegliedert. Bis zum 27. März 1945 wurde hier ein Außenlager des KZ Mauthausen geführt.
Die Gemeinde wurde 1954 durch Abtrennung von Groß-Wien wieder selbständig. Die von einem großen Teil der Bevölkerung zumal aus wirtschaftlichen Gründen angestrebte Wiedervereinigung mit der Schwestergemeinde Lanzendorf scheiterte am Widerstand einer der drei im provisorischen Gemeinderat vertretenen Parteien. Maria-Lanzendorf sollte nach der Auflösung des Bezirks Wien-Umgebung ab 1. Jänner 2017 ursprünglich Teil des Bezirks Mödling werden. Nach Einsprüchen von Bürgern wurde Maria-Lanzendorf jedoch dem Bezirk Bruck an der Leitha zugeordnet, dem es seit 1. Jänner 2017 angehört.

### Einwohnerentwicklung
Am 30. November 2015 hatte die Gemeinde 2104 Einwohner und 428 Nebenwohnsitze. Nach dem Ergebnis der Volkszählung 2001 gab es 1894 Einwohner. 1991 hatte die Gemeinde 1487 Einwohner, 1981 1107 und im Jahr 1971 1147 Einwohner.

## Kultur und Sehenswürdigkeiten

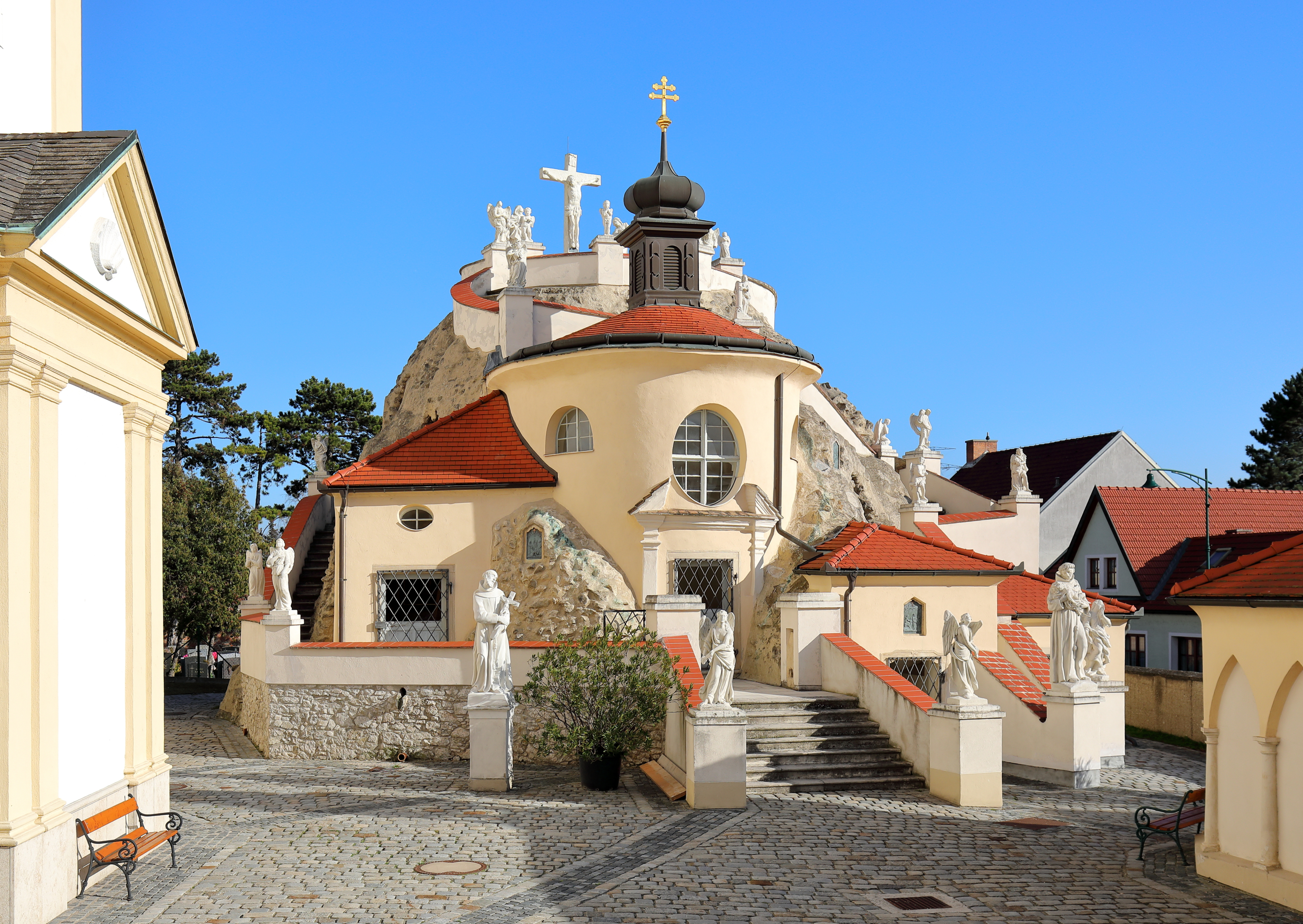
Kalvarienberg (um 1700 errichtet)

- Pfarr- und Wallfahrtskirche: Die Pfarr- und Wallfahrtskirche von Maria-Lanzendorf ist außerordentlich reich an Kunstschätzen, u. a. befinden sich hier Bilder des Barockmalers Johann Michael Rottmayr.
- Kalvarienberg: Der Kalvarienberg von Maria-Lanzendorf ist ein einzigartiges Dokument barocker Frömmigkeit – ein künstlich aufgebrachter Hügel, in dessen Nischen und Grotten der Leidensweg, der Kreuzestod und die Auferstehung Jesu Christi figural und bildlich nachvollzogen wird.

## Wirtschaft und Infrastruktur
Nichtlandwirtschaftliche Arbeitsstätten gab es im Jahr 2001 86, land- und forstwirtschaftliche Betriebe nach der Erhebung 1999 4. Die Zahl der Erwerbstätigen am Wohnort betrug nach der Volkszählung 2001 967. Die Erwerbsquote lag 2001 bei 52 Prozent.
Außerdem wird der Maria Lanzendorfer Bahnhof täglich von der Inneren Aspangbahn zwischen Wiener Neustadt und Wien im Stundentakt bedient.

### Öffentliche Einrichtungen
In Maria-Lanzendorf befindet sich ein Kindergarten.

### Sport
- Sportclub Maria-Lanzendorf mit den Sektionen Fuball und Tennis, im Nachwuchs Kooperationen mit Nachbarvereinen

## Politik

### Gemeinderat
Der Gemeinderat hat 21 Mitglieder.
Am 5. Juni 2025 einigten sich SPÖ und Grüne auf eine Koalition.
- Nach den Gemeinderatswahlen in Niederösterreich 1990 hatte der Gemeinderat folgende Verteilung: 10 SPÖ, 6 ÖVP und 3 Sonstige.
- Nach den Gemeinderatswahlen in Niederösterreich 1995 hatte der Gemeinderat folgende Verteilung: 10 SPÖ und 9 ÖVP.[9]
- Nach den Gemeinderatswahlen in Niederösterreich 2000 hatte der Gemeinderat folgende Verteilung: 11 ÖVP, 7 SPÖ und 1 GRÜNE.[10]
- Nach den Gemeinderatswahlen in Niederösterreich 2005 hatte der Gemeinderat folgende Verteilung: 10 ÖVP, 7 SPÖ und 2 GRÜNE.[11]
- Nach den Gemeinderatswahlen in Niederösterreich 2010 hatte der Gemeinderat folgende Verteilung: 9 ÖVP, 7 SPÖ, 2 GRÜNE und 1 FPÖ.[12]
- Nach den Gemeinderatswahlen in Niederösterreich 2015 hatte der Gemeinderat folgende Verteilung: 8 SPÖ, 8 ÖVP, 3 FPÖ und 2 GRÜNE.[13]
- Nach den Gemeinderatswahlen in Niederösterreich 2020 hatte der Gemeinderat folgende Verteilung: 9 SPÖ, 6 ÖVP, 4 GRÜNE und 2 FPÖ.[14]
- Nach den Gemeinderatswahlen in Niederösterreich 2025 hat der Gemeinderat folgende Verteilung: 8 SPÖ, 7 GRÜNE, 3 FPÖ und 3 ÖVP.[15] (Wahl aufgrund von Fehlern rund um die Zulassung der Liste von Ex-Bürgermeister Peter Wolf [LiMaLa] aufgehoben)[16]
- Nach der Wiederholungswahl 2025 hat der Gemeinderat folgende Verteilung: 7 SPÖ, 6 LiMaLa, 6 GRÜNE, 1 ÖVP und 1 FPÖ.[17]

### Bürgermeister
- 2000–2009 Sissy Roth-Halvax (ÖVP)
- 2009–2015 Gabriele Maw (ÖVP)
- 2015–2024 Peter Wolf (SPÖ)
- seit 2024 Michael Lippl (SPÖ)[18]

### Wappen
Die Wallfahrtskirche von Maria-Lanzendorf ist auf dem Wappen der Gemeinde abgebildet.

## Persönlichkeiten

### Söhne und Töchter der Gemeinde
- Julius Nell (1855–1917), Architekt
- Otto Schmid (1857–1921), Baumeister und Architekt

### Personen mit Bezug zur Gemeinde
- Franz Hasenöhrl (1885–1970), Komponist (Pseudonym Franz Höhrl)
- Gerhard Melzer, Hauptschuldirektor und verdienter Heimatforscher, Herausgeber der Bildchronik „Das alte Maria-Lanzendorf“ (2005)
- Sissy Roth-Halvax (1946–2009), Bürgermeisterin von 2000 bis 2009, Präsidentin des Bundesrates vom 1. Jänner 2006 bis 30. Juni 2006
- Josef Schmid (1816–1892), Inhaber der Kanzelmühle[19]